# Розслідування Людо
«Розслідування Людо» (фр. Les Enquêtes de Ludo, або «головоломки» у перших номерах) — це французька комікс-серія, намальована Марком Моалліком, яка спочатку з'явилася у журналі «Vaillant» і потім у «Pif Gadget».
Марку Моалліку, оригінальному творцю, допомагала в написанні сценарію Сирілла де Нойбург, а потім Анрі Креспі з 1970 року.

## Історія видання
Ці історії також публікувалися у їхніх власних журналах:
- Ludo, щоквартальник, який виходив з липня 1972 року по червень 1972 року.[2]
- Le Journal de Ludo, щомісячний журнал, що виходив з квітня 1979 по серпень 1980 року.[3][4]

Розслідування Ludo припинилися у 1981 році після виходу 634 номери журналу Pif Gadget. Загадки були призупинені в Pif Gadget, поки не були відновлені в 1982 році у випуску 682 як Les Énigmes de Tim від Жана-П'єра Діріка.
З 2005 року альбоми перевидавалися видавництвом Éditions du Taupinambour. У 2011 році вийшло чотири збірки головоломок Ludo.

## Короткий зміст
Лудо — це приватний детектив, завжди в одязі з клітинчастою кепкою та плащем, часто зображений з сигаретою в роті.
Його розслідування, на одній або двох сторінках, мають постійну сюжетну схему: Лудо приходить на місце злочину або крадіжки. Він опитує різних свідків, серед яких є злочинець. Під час викладення і в процесі розслідування надаються різні підказки для розуміння читача. У останній клітці детектив вказує на злочинця.
Унікальність серії полягає в тому, що головною загадкою в кожному новому розслідуванні є: що спонукало Лудо до такого висновку? Рішення надруковане в нижній частині сторінки, але в дзеркальному відображенні.